# Leopold Schrödl
Leopold Schrödl (* 7. Juli 1841 in Währing; † 5. Dezember 1908 in Wien) war ein österreichischer Bildhauer.

## Leben
Leopold Schrödl war der Sohn des Bildhauers und Elfenbeinschnitzers Norbert Michael Schrödl und der Bruder des Malers Norbert Schrödl; der Maler Anton Schrödl war sein Onkel. Da sein Vater sich oft im Ausland aufhielt, lebte auch Leopold Schrödl in jungen Jahren in verschiedenen Ländern. So erhielt er bereits 1852 in Sankt Petersburg Unterricht von Mihály Zichy. 1854–1855 besuchte er die Modellierklasse der Académie des Beaux-Arts in Paris. Nachdem der Vater nach Frankfurt am Main übersiedelt war, erhielt Leopold dort von 1855 bis 1856 Privatunterricht durch Eduard Schmidt von der Launitz; anschließend studierte er 1856–1858 am Städelschen Kunstinstitut bei Johann Nepomuk Zwerger und Johannes Christian Dielmann. Von 1858 bis 1861 setzte er seine Studien an der Dresdner Akademie bei Ernst Rietschel fort, ehe er wieder nach Wien zurückkehrte. Hier erhielt er ein Stipendium, das ihm 1863–1865 den Aufenthalt in Italien und 1866 in Paris ermöglichte. In Wien wurde Schrödl Mitarbeiter der Bildhauer Viktor Tilgner und Rudolf Weyr. Von 1894 bis 1908 war er Assistent an der allgemeinen Bildhauerschule der Akademie. Er wurde auf dem Wiener Zentralfriedhof bestattet.

## Werke

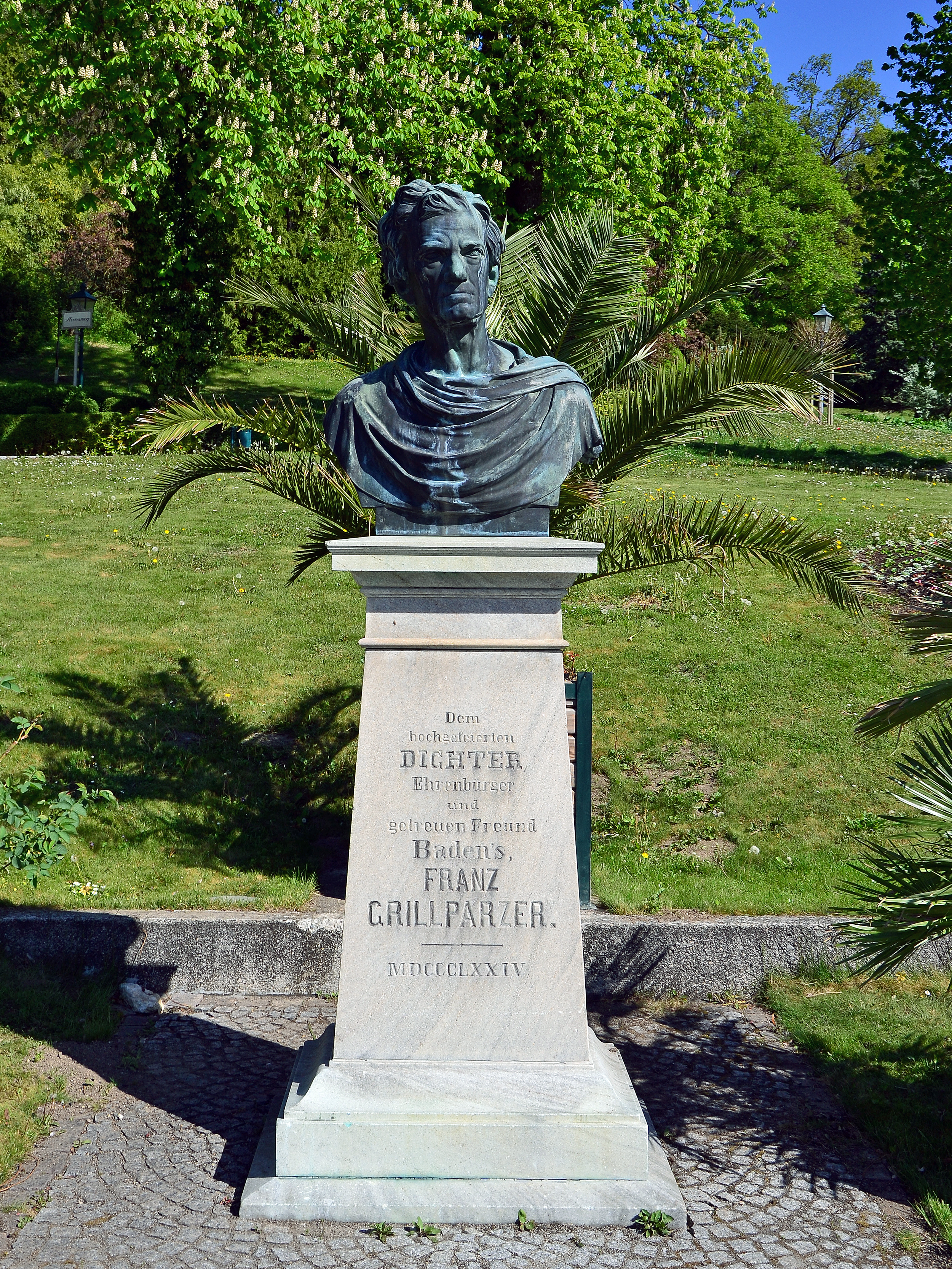
Das Grillparzerdenkmal im Badener Kurpark

- Franz Grillparzer, Denkmal, Kurpark Baden (1874)
- Theophrastos von Eresos und Robert Brown, Statuen am Naturhistorischen Museum, Wien
- Nikolaus Joseph von Jacquin, Büste, Arkadenhof der Universität Wien